# MTG-S 1
O MTG-S 1, também conhecido por Meteosat 13 e Sentinel 4A, é um satélite meteorológico geoestacionário europeu que está sendo construído pela Thales Alenia Space em cooperação com a OHB-System GmbH e que está prevista para ser lançado ao espaço no ano de 2021. Ele será operado pela Agência Espacial Europeia (ESA) em conjunto com a EUMETSAT. O satélite será baseado na plataforma LUXOR bus e terá uma expectativa de vida útil de 8,5 anos.